# Staatliche Vogelschutzwarte Seebach
Die Staatliche Vogelschutzwarte Seebach ist eine Vogelwarte im Ortsteil Seebach der Stadt Mühlhausen im Unstrut-Hainich-Kreis in Thüringen. Sie gilt als älteste Vogelschutzwarte Deutschlands.

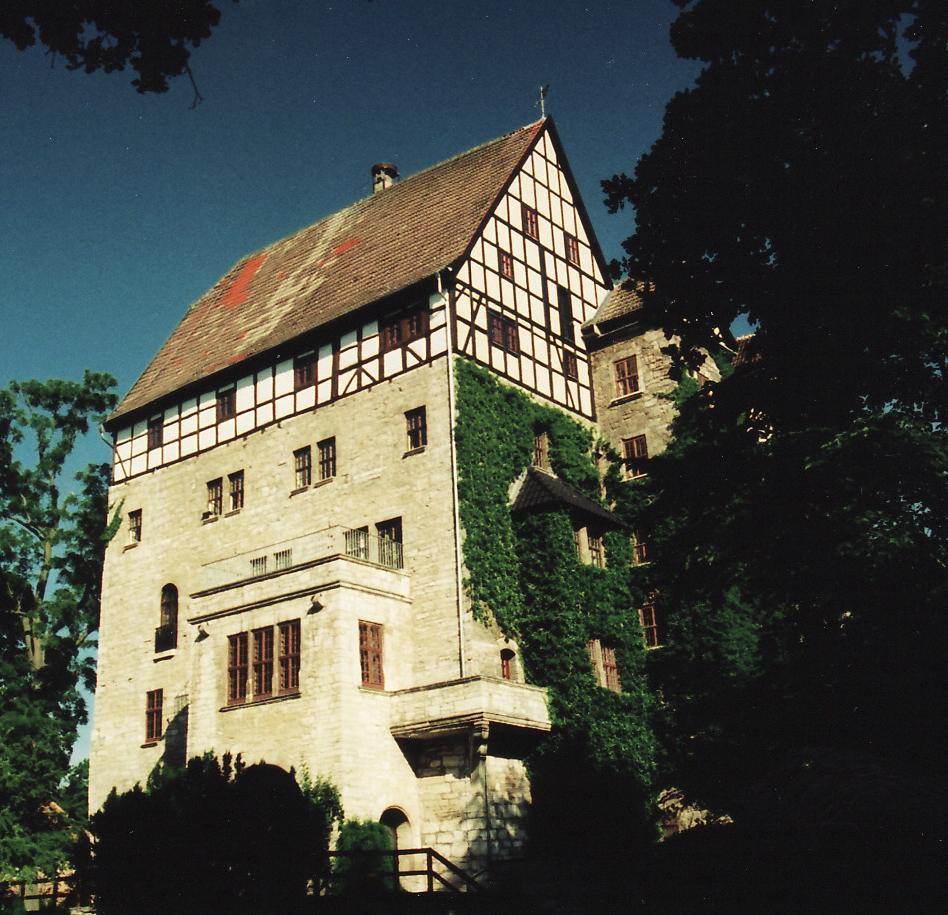
Wasserschloss derer von Berlepsch, von Süden aus gesehen, heutige Vogelschutzwarte.

## Geschichte
Die Vogelschutzwarte befindet sich in der 1307 im Auftrag der Herren Albert und Hermann von Seebach errichteten ehemaligen Wasserburg (Burg Seebach). Der Grundbesitz ging 1523 durch Kauf an Hans Sittich von Berlepsch und blieb bis 1945 im Besitz seiner Nachkommen. Die Burg wurde, besonders im 19. Jahrhundert und von 1911 bis 1914, zum bis heute erhalten gebliebenen, mehrstöckigen Steinbau mit aufgesetztem Fachwerkbau umgebaut.
Der Schlossbesitzer Hans Freiherr von Berlepsch (1857–1933) widmete sich von seiner frühen Kindheit an der Ornithologie und wird unter anderem bekannt durch seine praktischen Versuche zum Vogelschutz. Auf seine Veranlassung wird auf dem Schlossgelände ab 1884 der heutige Vogelschutzpark und weitere Vogelschutzgehölze angelegt. In Würdigung des Einsatzes von Berlepschs für den wissenschaftlichen und praktischen Vogelschutz wurde die bisher privat betriebene Vogelwarte zum 1. April 1908 durch die Königlich-Preußische Landesregierung als „Staatliche Versuchs- und Musterstation für Vogelschutz“ anerkannt. Im Jahre 1925 übergab von Berlepsch die Leitung der Einrichtung an Karl Mansfeld.
Seit 1936 darf die Einrichtung auf Schloss Seebach offiziell den Titel "Staatliche Vogelschutzwarte" führen.
1945 wurde die Familie von Berlepsch im Zuge der Bodenreform in der SBZ enteignet und verlor damit ihren Stammsitz in Seebach.
Nach dem Zweiten Weltkrieg gehörte die Vogelschutzwarte Seebach unter anderem zur Biologischen Zentralanstalt für Land- und Forstwirtschaft sowie der Akademie der Landwirtschaftswissenschaften und dem Institut für Pflanzenschutzforschung der DDR an.
Sie wurde 1991 vom damaligen Thüringer Ministerium für Umwelt und Landesplanung infolge struktureller Veränderungen beim Behördenaufbau als eigenständiges Referat der Thüringer Landesanstalt für Umwelt angegliedert.
Schloss Seebach wurde nach der Wende der dringend notwendigen, grundhaften Sanierung unterzogen.
Die Vogelschutzwarte war seit 1993 eine Außenstelle der Thüringer Landesanstalt für Umwelt und Geologie. Seit 2019 ist sie dem Thüringer Landesamt für Umwelt, Bergbau und Naturschutz unterstellt.

## Heutige Aufgaben
Die heutigen Aufgaben der Vogelschutzwarte Seebach sind in § 44 des Thüringer Naturschutzgesetzes geregelt. Demnach ist die Staatliche Vogelschutzwarte Seebach für die angewandte Forschung und fachliche Beratung auf dem Gebiet des Vogelschutzes und der angewandten Vogelkunde zuständig. Sie steht den Behörden, Gebietskörperschaften sowie privaten Personen und Organisationen beratend zur Verfügung. Sie ist auch zuständig für die angewandte Forschung und fachliche Beratung auf dem Gebiet des Fledermausschutzes. Weitere Aufgaben sind die Koordinierung der Kennzeichnung von Tieren nach § 32 ThürNatG sowie die Unterbringung beschlagnahmter und eingezogener Tiere, soweit diese fachgerecht gewährleistet werden kann.
In Zusammenarbeit mit der Beringungszentrale Hiddensee betreut die Vogelschutzwarte die rund 70 ehrenamtlich tätigen Vogelberinger Thüringens. Zur Verwahrung im Rahmen des Artenschutzvollzuges sichergestellter Tiere betreibt die Einrichtung ein Schutzzentrum, in dem sichergestellte Amphibien, Reptilien und Vögel artgerecht untergebracht und bis zu einer Entscheidung über ihren weiteren Verbleib gepflegt werden.
Die historische Vogelausstellung sowie der ca. 2 Hektar große Park mit Volieren und Schautafeln direkt an der Burg können von der Öffentlichkeit besichtigt werden. Zusätzlich findet jährlich am 1. April ein Tag der offenen Tür statt.